# Saint-Ouen-l'Aumône
Saint-Ouen-l'Aumône là một xã ở tỉnh Val-d’Oise, thuộc vùng Île-de-France ở miền bắc nước Pháp.